# Retarderat Eleverade
Retarderat Eleverade var en svensk hiphopduo bestående av Organism 12 och Seron. Gruppen hann släppa två kassetter, en vinyl-EP och en handfull låtar innan Seron år 2000 blev kristen och slutade med hiphopen.

## Diskografi

### Album
- 1999 – Retarderat Eleverade - Kassett
- 2000 – Retarderat Eleverade III "Tootaosen" - Kassett
- 2000 – Hotel No Monkey Business - Vinyl, EP

### Lösa Låtar
- 2 Lirare I Gemet - (Finns med på Organism 12 - Ett Hund (Tape))
- Du Är Vad? (Finns med på Diggin In The Swedish Underground)
- Elefant Män - (Finns med på Organism 12 - Ett Hund (Tape) och Riddim Spotting II (Tape))
- Hårt Att Vara Barn - (Läckt låt som var en av tre låtar som spelats in till en ny platta innan Seron fann Gud)
- Landet Där Kropparna Vissnar - (Släpptes som gratis Mp3-fil på MBMA:s gamla hemsida
- Skitmycket Stryk - (Även kallad Pussies I Fight vilket är felaktigt. En av tre låtar som spelats in till en ny platta innan Seron fann Gud)
- Retörn Åff Thö Nördersh - (Finns med på Organism 12 - Ett Hund (Tape) & Organism 12 - Full & Förvirrad (Tape))
- Thong Song - (Även känd som Retarderat Eleverade - Freestyle)
- Vi É Bra - (Med T.R. Finns med på Organism 12 - Ett Hund (Tape))